# مانوئل ده اسکاندون
مانوئل ده اسکاندون (اسپانیایی: Manuel de Escandón‎; ۱۳ اوت ۱۸۵۷ – ۱۳ دسامبر ۱۹۴۰) چوگان‌باز اهل مکزیک بود.